# Рапаллини, Фернандо
Фернандо Андрес Рапаллини (исп. Fernando Andrés Rapallini; род. 28 апреля 1978, Ла-Плата) — аргентинский футбольный судья. Судья ФИФА с 2014 года. Обслуживал матчи чемпионата Европы по футболу 2020 года.

## Карьера
Рапаллини начал свою судейскую карьеру в 2001 году. Помимо работы в качестве судьи, он трудится в Ла-Плате в семейной компании, которая специализируется на строительстве бассейнов.
С 2006 года Рапаллини обслуживает матчи аргентинской национальной лиги B, с 2011 года работал в высшем дивизионе чемпионата Аргентины. Он судил финал Кубка Аргентины по футболу 2017 года, финал Суперкубка Аргентины 2019 года и единственного розыгрыша Трофей Чемпионов Суперлиги Аргентины.
В 2014 году он получил право судить международные матчи и стал судьёй ФИФА. Его международный дебют состоялся в марте 2015 года в матче предварительного раунда чемпионата Южной Америки по футболу среди юношей до 17 лет между Парагваем и Бразилией. Первый матч основных сборных на мировом уровне он отработал в июне того же года в товарищеском поединке между Чили и Сальвадором. В 2019 году Рапаллини получил первое приглашение на большой футбольный турнир, отработал на двух играх группового этапа молодёжного чемпионата мира в Польше. Также судил матчи в южноамериканских клубных соревнованиях. В феврале 2020 года он был назначен главным судьёй на ответный матч Рекопы Южной Америки 2020 года между Фламенго и Индепендьенте дель Валье.
В 2021 году был приглашён работать на матчах чемпионата Европы по футболу 2020 года. Рапаллини стал первым южноамериканским судьёй и вторым неевропейцем, который обслуживал игры на чемпионате Европы по футболу. Отработал три игры. 
В мае 2022 года ФИФА назначила его одним из 36 главных судей чемпионата мира по футболу 2022 года в Катаре.

### Чемпионат Европы 2020 года
| Стадия         | Дата         | Место    | Команда 1 | Команда 2          | Результат                   |
| -------------- | ------------ | -------- | --------- | ------------------ | --------------------------- |
| Групповой этап | 17 июня 2021 | Бухарест | Украина   | Северная Македония | 2:1 (2:0)                   |
| Групповой этап | 22 июня 2021 | Глазго   | Хорватия  | Шотландия          | 3:1 (1:1)                   |
| 1/8 финала     | 28 июня 2021 | Бухарест | Франция   | Швейцария          | 3:3 д.в (3:3, 0:1), 4:5 пен |

### Чемпионат мира 2022 года
| Стадия         | Дата           | Место                      | Команда 1 | Команда 2 | Результат               | Предупреждён | Red card | Пенальти |
| -------------- | -------------- | -------------------------- | --------- | --------- | ----------------------- | ------------ | -------- | -------- |
| Групповой этап | 23 ноября 2022 | Эль-Байт, г.Эль-Хаур       | Марокко   | Хорватия  | 0:0 (0:0)               | 1 - 0        | 0 - 0    | 0 - 0    |
| Групповой этап | 2 декабря 2022 | Стадион 974, г.Доха        | Сербия    | Швейцария | 2:3 (2:2)               | 7 - 4        | 0 - 0    | 0 - 0    |
| 1/8 финала     | 6 декабря 2022 | Эдьюкейшн сити, г.Эр-Райян | Марокко   | Испания   | 0:0 (0:0, 0:0, пен.3:0) | 1 - 1        | 0 - 0    | 0 - 0    |